# Jérôme (Bob et Bobette)
 (janvier 2021).
Si vous disposez d'ouvrages ou d'articles de référence ou si vous connaissez des sites web de qualité traitant du thème abordé ici, merci de compléter l'article en donnant les références utiles à sa vérifiabilité et en les liant à la section « Notes et références ».
Pour les articles homonymes, voir Jérôme.
Jérôme (ou Jerom en néerlandais) est l'un des personnages principaux de la série comique Bob et Bobette. Il a été conçu en 1953 par Karel Verschuere pour le compte de Willy Vandersteen. Jérôme a été présenté dans l'une des histoires la même année et est depuis devenu l'un des personnages les plus importants et les plus populaires de la série. Jérôme est surtout connu pour sa force musculaire surhumaine et d'autres compétences physiques très spéciales.
Le personnage a eu sa propre série de bandes dessinées en 1962, en plus de son rôle permanent dans Bob et Bobette. Il joue également un rôle régulier dans la série de bandes dessinées Amphoria, J.ROM - Force of Gold et Les Chroniques d'Amphoria (spin-off de la série originale Bob et Bobette).

## Introduction
Jérôme a fait ses débuts dans Les Mousquetaires endiablés, une histoire de Vandersteen de 1953. Après cela, il est devenu un compagnon régulier des autres personnages principaux : Bob, Bobette, Lambique et Tante Sidonie. Vandersteen a dessiné Jérôme dans les premières histoires qui ont suivi comme un homme primitif et brutal, habillé en homme des cavernes avec seulement une peau d'ours. Le personnage a été influencé par l'homme des cavernes de la série de bandes dessinées américaine Alley Oop de VT Halmin.
De nombreux lecteurs se sont immédiatement intéressés à Jérôme. D'autre part, le personnage a également été critiqué dès le début. Vandersteen a reçu des lettres de colère de lecteurs qui critiquaient le caractère grossier de Jérôme. Au bout d'un moment, Vandersteen a décidé de ne plus dessiner Jérôme comme un primitif moitié nu vêtu uniquement d'une peau d'ours, mais de le laisser porter des vêtements contemporains - un gilet, un pantalon et des chaussures. Le personnage de Jérôme était également légèrement raffiné.
Dans quelques-unes des histoires qui avaient déjà été publiées avant Les Mousquetaires endiablés (comme L'Attrape-mites), le nom de Jérôme a été ajouté dans les derniers albums. Par exemple, il est rapporté que Jérôme est en vacances et ne participe donc pas à cette histoire

## Caractéristiques
Surtout, Jérôme est exceptionnellement fort, lui permettant de vaincre de grands groupes d'adversaires et des monstres ainsi que de déplacer des bâtiments avec un seul doigt. De plus, il a beaucoup d'autres caractéristiques physiques très remarquables. Par exemple, ses yeux peuvent briller et émettre des rayons x pour voir à travers les objets. Lorsqu'il est connecté à des appareils électriques, il lui fournit de l'énergie. Un exemple bien connu de ceci peut être trouvé dans Le Castel de Cognedur. Dans cet album, la radio fait une pause juste avant la diffusion du tirage au sort d'une loterie écossaise. En connectant Jérôme à la radio, ils parviennent à entendre le résultat, de sorte qu'ils découvrent que Bobette a gagné pour prix le château de Cognedur. Jérôme peut également nager à travers les mers, drainer les lacs, sauter par-dessus des bâtiments et même dans les nuages, et peut percer le sol en creusant un tunnel. Il peut souffler si fort qu'il le veut, lui permettant de détruire n'importe quoi. Dans Le Semeur de joujoux, sa poitrine s'avère résistante aux balles, qui ricochent dessus. 
Les efforts de Jérôme semblent rarement le fatiguer. Dans Le Tombeau indou, il révèle la raison pour laquelle il garde toujours les yeux fermés : ses paupières sont trop lourdes.
Jérôme montre parfois un grand appétit. S'il n'a pas mangé, il se sent parfois un peu plus faible que d'habitude. Il a néanmoins été battu à plusieurs reprises, par exemple par le «Hulkbik» de La météorite mutagène, dans lequel Lambique a été muté par une météorite. Dans Les Ciseaux magiques, Jérôme perd temporairement toute sa force à cause d'une potion magique. Quelque chose de similaire se produit également dans Superfranfreluche à cause d'un canon à ion.

## Évolution dans la bande dessinée
Dans sa première histoire Les Mousquetaires endiablés, Jérôme est une brute maléfique qui est utilisée comme arme secrète par le duc diabolique Le Handru. À la demande de Le Handru, Jérôme bat sans pitié quiconque s'oppose au duc. La seule chose avec laquelle Jérôme peut être apprivoisé est l'anis, que le duc lui donne également régulièrement. Cependant, Bobette découvre que Jérôme a un autre point faible quand il l'a rattrapée après une poursuite qui est Fanfreluche. Jérôme a peur que Fanfreluche ne meurt parce qu'elle ne veut pas manger. À condition qu'elle soit libérée, Bobette propose d'aider Jérôme à la faire manger. Puis elle parvient à convaincre Jérôme d'être désormais de leur côté et de faire le bien, ainsi il peut aussi continuer à jouer avec Fanfreluche de temps en temps. Jérôme pense que c'est une excellente idée et accepte immédiatement. Dans le reste de l'histoire, il aide ses nouveaux amis et à la fin, il rentre avec eux au XXe siècle. Dès lors, il devient l'un des personnages principaux de la série.
Dans les premières histoires qui suivent Les Mousquetaires endiablés, Jérôme s'habille et se comporte toujours comme un homme des cavernes mal élevé. Au fil du temps, cependant, il commence à s'habiller de manière plus civilisée et à se comporter plus poliment. Dans Les Joueurs de Tam-Tam, il porte une cravate pour la première fois, au-dessus de sa peau d'animal. Il affiche même une éthique incorruptible. Il ne sera pas soudoyé et ne trahira jamais ses amis, contrairement à Lambique. Jérôme est également dévoué de manière désintéressée aux associations caritatives ou aux personnes dans le besoin, parfois même lorsqu'il s'agit d'un adversaire. Dans le testament parlant Jérôme aide même secrètement le chat qui parle parce qu'il craint pour sa vie. Il ne combat pas non plus les animaux et essaie également de contrôler sa force.
Ce n'est que lorsque Jérôme est ensorcelé, hypnotisé, séduit ou intoxiqué par certains moyens qu'il se range du mauvais côté et trahit ses amis. Cela se produit dans Le Castel de Cognedur, entre autres. Dans Le Roi du Cirque, Jérôme est mis sous hypnose complète par ses ravisseurs et utilisé comme instrument de forage pétrolier. 
La force de Jérôme amène parfois ses amis à sous-estimer son intelligence. Lambique en particulier le traite parfois comme un enfant ou un simple d'esprit. Néanmoins, parfois, Jérôme n'est pas familier avec certains concepts ou certaines autres choses et ce sont ses amis qui  doivent lui expliquer  le pourquoi de la chose. Jérôme est également régulièrement appelé à faire des tâches extrêmement difficiles. Sidonie le laisse déjà faire la vaisselle. Malgré tous les ajustements modernes, Jérôme ne se sent pas toujours complètement à l'aise dans la société moderne.
En termes d'humeur, Jérôme se comporte généralement de façon calme et sobre. Lorsque le reste autour de lui panique, agit de manière agressive ou montre d'autres émotions fortes, Jérôme garde toujours le contrôle et devient maître de la situation.
En termes de style de parole, Jérôme n'a jamais évolué. Il parle toujours en style télégramme, comme au début, et n'utilise donc pas d' articles par exemple. Il raccourcit toujours le nom de Lambique en "Bique". Il raccourcit également régulièrement les noms des autres, comme "Sido" pour Sidonie.

### "Deux ex machina"
Jérôme est littéralement imbattable, ce qui a rendu difficile pour les dessinateurs et les scénaristes de garder les intrigues vraiment excitantes. Certains lecteurs ont donc estimé que l'introduction de Jérôme en tant que deus ex machina, qui bat tous les ennemis et résout tous les problèmes, rendait le cours des histoires assez prévisible. Pour cette raison, Jérôme ne se voit souvent pas attribuer un rôle majeur, en particulier dans les premières histoires après son introduction - qui sont encore entièrement de Vandersteen lui-même. Par exemple, au début de certaines histoires, il part en vacances ou il doit travailler. Souvent, ses amis demandent son aide quand ils ont besoin de lui. Bien qu'il soit disponible, il est souvent mis hors d'état de nuire pendant une grande partie de l'histoire par, par exemple, du poison, de l'hypnose, de la magie ou par une potion potion, ou un somnifère. Dans l'album Le Cygne Noir, Jérôme est gêné par sa promesse à une gitane de ne pas blesser ses frères. Les autres personnages principaux doivent alors résoudre seuls les problèmes de leur ami.

## Relation avec d'autres personnages

### Relation avec les autres personnages principaux
Jérôme et Lambique sont souvent de féroces concurrents (par exemple amoureux, comme dans Trognica chérie (1968), ou dans leur profession, comme dans Le Cygne noir (1958)). Mais lorsqu'ils se retrouvent dans une aversion commune pour une injustice sociale, ils forment un duo très uni, par exemple la souffrance animale dans Le Chevalier errant (1956). 
Jérôme s'entend généralement bien avec les autres personnages. Il a un lien spécial avec Bobette car elle a été la première à découvrir son bon côté.

### Affaires d'amour
Dans certaines histoires, les femmes tombent amoureuses de Jérôme et / ou vice versa:
- Dans Le Castel de Cognedur, Jérôme tombe amoureux d'Ellen, la fille du chef de "The Black Hand Clan".
- Dans Le Cygne noir, une gitane veut épouser Jérôme.
- Dans Les Champignons chanteurs, les sœurs Toutebiche tombent amoureuses de Jérôme. Lili la fée revient plus tard pour admirer le beau Jérôme dans Lambique au bois dormant.
- Dans Trognica chérie, Jérôme et Lambique tombent tous deux amoureux d'un robot inventé par le professeur Barabas à l'apparence d'une femme très séduisante.
- Dans Les Ciseaux magiques, Delila tente de courtiser Jérôme. Quand il s'avère qu'il ne veut rien savoir à son sujet, elle est gravement offensée et le trahit.
- Dans Le Saint-sang Jérôme tombe amoureux de sœur Odfella. Il rejoint l'Ordre du Basile pour l'aider. Dans La Rate Ratatinée, Jérôme doit dire au revoir à Odfella. Elle revient en Belgique dans Le Dernier juron et se rend avec ses amis en Chocovaquie (Le baiser d'Odfella et Le Prisonnier de Forestov).

## Famille
Le Mol os à moelle (1973) se concentre sur l'histoire de Jérôme. Il s'avère qu'il vient en fait de la préhistoire. Il doit sa force énorme à un chaman, qui a soufflé de la teinture sur un dessin de caverne avec un os à moelle. La mère de Jérôme, Moman, une femme potelée, apparaît également dans cette histoire. La même histoire montre que le père de Jérôme a été tué dans un combat contre les Grands Singes. À un moment donné de sa vie préhistorique, Jérôme a été congelé dans un bloc de glace et n'a été décongelé qu'au XVIIe siècle par le duc Le Handru.
Dans Le Roi de la Jungle (1989), un album de la série de bandes dessinées de Jérôme, Jérôme rencontre les neveux de Moman, qui est très gênée par ces deux enfants. Ils jouent également un rôle dans les histoires suivantes, car ils vivent avec Jérôme. Ce n'est que plus tard qu'il semble que Moman ait un frère, c'est donc l'oncle de Jérôme.
Dans Les Nerviens nerveux (1967), le professeur Barabas affirme  que la première famille de Jérôme est originaire de la Gaule antique juste avant que les Romains ne conquièrent la région. Selon sa théorie, Jérôme doit sa force au fait que ses ancêtres étaient tous forts et volontaires dans leur jeunesse. Cependant, cela contredit le fait que Jérôme est un homme des cavernes qui n'a été décongelé qu'au XVIIe siècle. Donc, si Jérôme est en réalité de la préhistoire, sa première génération n'aurait jamais pu naître avant la période de la conquête romaine de la Gaule. Dans des albums ultérieurs, la théorie suivie est la version que Jérôme vient des temps préhistoriques.
Depuis qu'il a été flashé au présent, Jérôme habite avec Lambique.

## Série spin-off

### La série verte
En 1962, Jérôme a obtenu sa propre série de bandes dessinées en tant que spin-off de Bob et Bobette. Le professeur Barabas et la tante Sidonie jouent dans ces aventures, tout comme le méchant Crimson. Les autres personnages de la série principale ne sont pas présents dans les histoires de Jérôme.
À partir du deuxième album (Le cascadeur d'or, 1967), la série change. Jérôme, le professeur Barabas et la tante Sidonis sont membres de Morotari (Modern Round Table Knights). Jérôme est un super - héros dans une tenue dorée et sur une moto dorée qui peut également voler. Dans cette tenue, Jérôme est également apparu dans quelques albums de Bob et Bobette, tel que Mannekenpis, l'irascible. Outre Jérôme, le professeur Barabas et tante Sidonie, le président de Morotari, Arthur et d'autres chevaliers jouent un rôle. Dans l'histoire 18 (Le volcan d'Itihat, 1968), le fils d'Arthur, Odilon, est introduit. Le garçon vient de l'internat et Jérôme se voit confier la tâche de l'éduquer aux traditions de l'association. Ce n'est pas facile, Odilon est très têtu et maladroit.

### Les fabuleux voyages de Jérôme
Après La série verte, une série de bandes dessinées avec un personnage plus féerique est arrivée en 1982. La tante Sidonie et le professeur Barabas n'apparaissent plus dans Les fabuleux voyages de Jérôme. Bob et Bobette apparaissent parfois brièvement, mais ne jouent pas un rôle réel dans cette série. Jérôme ne peut pas être blessé car il se lave tous les matins avec un mélange de béton liquide et de plomb bouillant.
Jérôme a beaucoup de contacts avec le sorcier Astrotol qui vit sur un astéroïde. Astrotol en sait beaucoup sur la nébuleuse des contes de fées, un endroit de l'univers où flottent de nombreuses planètes de contes de fées. Jérôme a également beaucoup de contacts avec Dolly, qui aime lire des contes de fées aux enfants.

### Série spin-off inachevée
En 2008, Charel Cambré et Ronald Grossey ont commencé à travailler sur une série dérivée en trois parties dans laquelle la vie de Jérôme avant Les Mousquetaires endiablés devait être raconté Il aurait été révélé comment Jérôme s'est retrouvé dans les mains du duc Le Handru. Un nombre considérable de croquis étaient déjà prêts, mais finalement Standaard Uitgeverij a rejeté l'idée car le danger d'interférence avec la série principale Bob et Bobette semblait trop grand. Cambré a ensuite lancé une autre série dérivée, Amphoria.

## Traductions
Jérôme a parfois un nom différent :
- Wilbur, traduction anglaise, par exemple dans  La Pluie Acide
- Jethro, traduction en anglais.
- Wastl, traduction allemande.
- Vambi, traduction islandaise
- Ĵerom, traduction en espéranto.
- Pherom, traduction en suédois
- Jeremias, traduction en finnois.

Dans les langues suivantes, Jérôme s'appelle simplement Jerom, comme son nom dans sa langue d'origine :
- frison
- anglais

## Adaptations
- Wim Wama a fourni la voix de Jérôme dans la série de marionnettes sur Bob et Bobette.
- Stany Crets a joué Jérôme dans Bob et Bobette : Le Diamant sombre (2004).
- L'acteur Filip Peeters a interprété la voix de Jérôme pour le film Les Diables du Texas.

## Phrases typiques
- "Je suis l'homme le plus fort de l'hémisphère Nord, et de l'autre aussi"

## Allusions dans d'autres bandes dessinées
- Dans la série de bandes dessinées flamandes Nero, l'album De Wallabieten (1968) fait référence à Jérôme, Popeye et Jan Spier.
- La série de bandes dessinées Fanny et Cie fait également référence à Jérôme, dans l'album Album 26 (1984)
- Jérôme peut être vu à quelques reprises dans la série de bandes dessinées éducatives Van Nul tot Nu, en partie en lien avec la lutte belge pour l'indépendance.
- Krab de La Famille Snoek parle dans le même style de télégramme que Jérôme et, tout comme Jérôme, n'ouvre jamais les yeux.

## Anecdotes
- Jérôme s'appelle généralement " Rommeke". Parfois, il est également appelé ainsi par d'autres.